# Georges Huisman
Pour les articles homonymes, voir Huisman.
Georges Maurice Huisman, né le 3 mai 1889 à Valenciennes (Nord) et mort le 28 décembre 1957 à Paris (Seine), est un haut fonctionnaire, homme politique et historien français.
Il est le créateur du festival de Cannes en 1939 et le président de son jury de 1946 à 1950.

## Biographie

### Jeunesse et études
Georges Huisman effectue ses études secondaires au lycée Janson-de-Sailly. Il est élève de l'École nationale des chartes. Il obtient le diplôme d'archiviste paléographe en 1910 grâce à une thèse intitulée La juridiction de la municipalité parisienne, de saint Louis à Charles VII.
En 1912, il est reçu à l'agrégation d'histoire et géographie.

### Parcours professionnel
L'Académie des inscriptions et belles-lettres lui décerne le prix Jean-Jacques-Berger en 1913. Il est nommé pensionnaire à la Fondation Thiers en 1914.
Après la Première Guerre mondiale, il enseigne à l'École alsacienne et au collège Sévigné. Il est nommé par la suite au lycée de Douai, puis au lycée Condorcet, avant d'enseigner dans son ancien établissement, Janson de Sailly. En 1931, il est nommé inspecteur de l'académie de Paris.
Chef de cabinet du ministre du Commerce, il est ensuite directeur de cabinet du président du Sénat, Paul Doumer, de 1927 à 1931. Élu président de la République en 1931, ce dernier le nomme secrétaire général de l'Élysée. Une fois élu Albert Lebrun, après l'assassinat de Doumer, Huisman devient directeur du cabinet du président du Sénat, en remplacement d'André Magre (qui lui succède alors au secrétariat général de l'Élysée).
Le 4 février 1934, il obtient la direction générale des Beaux-arts. À ce titre, il aide à la diffusion du cinéma en France et contribue à la création du festival de Cannes en 1939. Il œuvre pour la préservation du patrimoine et est l'un des initiateurs du remeublement du Chateau de Versailles. Face aux menaces de guerre, il supervise l'évacuation des objets et œuvres d'art des musées parisiens vers la province. Il est révoqué le 25 juillet 1940.
Proche du ministre Jean Zay, il embarque avec lui en juin 1940 à bord du Massilia. De retour à Marseille, il vit caché durant 18 mois dans une ferme près d'Albi grâce à l'aide de Louis-Charles Bellet. Arrêté par les Allemands en 1942, il est sauvé par l'écrivain Roland Dorgelès, qui lui devait la vie depuis la guerre de 1914-1918.
Réintégré dans ses fonctions en 1944, il est également nommé conseiller d'État.
Il fut aussi maire de Valmondois, alors en Seine-et-Oise, de 1932 à 1939.
Georges Huisman est le père de Denis Huisman. Son épouse Marcelle est décédée à l'âge de 96 ans le 18 avril 1995 ; elle a été présidente de l'Union des femmes françaises.

## Distinctions
- Commandeur de la Légion d'honneur (4 février 1938)[7]
- Croix de guerre 1914–1918
- Officier d'académie
- Chevalier de l'ordre de la Couronne d'Italie

## Publications
- Art et esthétique, Melinc, 1923
- Pour comprendre les monuments de Paris, Paris, Hachette, 1925
- Contes du Moyen Âge français, avec Marcelle Huisman, Paris, Nathan, 1926[8]
- Histoire générale de l'art (dir.), Paris, Aristide Quillet, 4 vol., 1938
- Récits et épisodes de la Révolution française, avec Marcelle Huisman, Paris, Fernand Nathan, 1948
- La vie privée de Madame Roland, Paris, Hachette, 1955

- Prix Eugène-Carrière de l’Académie française 1956